# Fontaine-le-Puits
Pour les articles homonymes, voir Fontaine.
Fontaine-le-Puits est une ancienne commune française, située dans le département de la Savoie en région Auvergne-Rhône-Alpes.
Le 1er janvier 2016, la commune fusionne avec Salins-les-Thermes pour former la commune nouvelle de Salins-Fontaine.

## Géographie

### Situation
Fontaine-le-Puits est une commune de 447 hectares de superficie située dans le sud-est de la France, dans le département de la Savoie à proximité de l'Italie.
C'est une commune de montagne qui surplombe la vallée des Belleville, traversée par le Doron de Belleville, à son extrémité nord, non loin de Moûtiers.

### Communes limitrophes
La commune de Fontaine-le-Puits compte cinq communes limitrophes que sont : Le Bois au nord, Salins-les-Thermes à l'est, Villarlurin au sud-est, Saint-Martin-de-Belleville au sud, et Saint-Jean-de-Belleville à l’ouest. La limite avec Saint-Martin-de-Belleville ne s'étend toutefois que sur une centaine de mètres, au niveau du Doron de Belleville.
| Le Bois                  | Le Bois                    | Salins-les-Thermes |
| Saint-Jean-de-Belleville | Fontaine-le-Puits          | Salins-les-Thermes |
| Saint-Jean-de-Belleville | Saint-Martin-de-Belleville | Villarlurin        |

### Voies de communication et transports
En matière de transport routier, la commune de Fontaine-le-Puits ne compte qu'un seul axe majeur, la route départementale 117, qui partant de Moûtiers permet par ailleurs de rallier les stations de sports d'hiver des Menuires et de Val Thorens. Un autre axe parcourt la commune en se détachant de la RD 117 et reliant le hameau du Puits tout en desservant le chef-lieu.
La RD 117 est en outre empruntée par les autocars du réseau régional « Cars Région Savoie », la commune étant desservie par la ligne T3 de Moûtiers à Val Thorens.
En matière de transport ferroviaire, la commune ne compte aucune ligne de chemin de fer, la ligne la plus proche étant la ligne de la Tarentaise passant quelques kilomètres plus au nord. Aussi, la gare ferroviaire la plus proche est la gare de Moûtiers - Salins - Brides-les-Bains, située à Moûtiers à une dizaine de kilomètres. Elle permet une desserte en TER Rhône-Alpes de Bourg-Saint-Maurice à l'est, et d'Albertville, Chambéry (puis éventuellement Lyon à l'ouest) toute l'année, auxquels s'ajoutent durant les week-ends d'hiver des liaisons par TGV vers Paris, Lille, Rennes, Nantes, Le Havre ou Strasbourg, ainsi que par Eurostar vers Londres et par Thalys vers Bruxelles et Amsterdam.
En matière de transport aérien, l’aéroport le plus proche est l'aéroport de Chambéry - Savoie, principalement desservi durant l'hiver notamment par des liaisons avec Paris, la Grande-Bretagne et l'Europe de nord. Les plus importants aéroports internationaux sont l'aéroport international de Genève et l’aéroport de Lyon-Saint-Exupéry.

## Toponymie
Au XVIIe siècle, les villages étaient connus sous le nom de « Fontaine-le-Puy ». Ce nom provient de :
- Fontaine, du latin fontana (source)
- Puits, du latin podium (élévation, monticule).

Le nom de la commune se dit, en arpitan savoyard, Fontâne (graphie de Conflans) ou Fontana / Fontanna (ORB).

## Histoire
La découverte de trois tombes en 1909 permettent d'indiquer une occupation humaine de la culture de Remedello durant le Chalcolithique, parmi les plus anciennes de Tarentaise.
La paroisse de Fontaine-le-Puits est créée le 4 août 1803 par division de la paroisse de Salins et la commune de Fontaine-le-Puits existe au XVIIIe siècle.
L'ancienne chapelle dédiée à Notre-Dame située au sommet du village est transportée à l'emplacement de l'église actuelle à la fin du XVIIe ou début du XVIIIe siècle et prend la titulature de Notre-Dame de la Pitié et Saint-Roch.
Alors qu'une part importante de la commune est boisée, les pentes vers le Doron de Belleville sont néanmoins utilisées pour la culture de la vigne jusqu’au XIXe siècle lorsque survient l'épidémie de phylloxera. Bien qu'il en demeure une partie dans la première moitié du XXe siècle, la viticulture est définitivement délaissée à partir de 1945 et les pentes se reboisent depuis progressivement.

## Politique et administration
| Période      | Période  | Identité            | Étiquette | Qualité |
| ------------ | -------- | ------------------- | --------- | ------- |
| janvier 2016 | En cours | Alain-Claude Cullet |           |         |

| Période                                  | Période       | Identité             | Étiquette | Qualité |
| ---------------------------------------- | ------------- | -------------------- | --------- | ------- |
| Les données manquantes sont à compléter. |               |                      |           |         |
| 1917                                     | 1947          | Etienne Chavoutier   |           |         |
| 1947                                     | 1948          | Lucien Barbier       |           |         |
| 1948                                     | 1953          | Jean-François Cullet |           |         |
| 1953                                     | 1959          | Jean Sollier         |           |         |
| 1959                                     | 1965          | Agathange Bertamelle |           |         |
| 1965                                     | 1974          | Henri Perret         |           |         |
| 1974                                     | mars 2014     | Marin Sollier        |           |         |
| mars 2014                                | décembre 2015 | Alain-Claude Cullet  |           |         |

## Démographie
L'évolution du nombre d'habitants est connue à travers les recensements de la population effectués dans la commune depuis 1793. À partir du 1er janvier 2009, les populations légales des communes sont publiées annuellement dans le cadre d'un recensement qui repose désormais sur une collecte d'information annuelle, concernant successivement tous les territoires communaux au cours d'une période de cinq ans. 
Pour les communes de moins de 10 000 habitants, une enquête de recensement portant sur toute la population est réalisée tous les cinq ans, les populations légales des années intermédiaires étant quant à elles estimées par interpolation ou extrapolation. Pour la commune, le premier recensement exhaustif entrant dans le cadre du nouveau dispositif a été réalisé en 2005,.
En 2013, la commune comptait 136 habitants, en évolution de −0,73 % par rapport à 2008 (Savoie : +3,87 %, France hors Mayotte : +2,49 %).
| 1793 | 1800 | 1806 | 1822 | 1838 | 1848 | 1858 | 1861 | 1866 |
| ---- | ---- | ---- | ---- | ---- | ---- | ---- | ---- | ---- |
| 235  | 215  | 253  | 268  | 273  | 282  | 241  | 231  | 215  |

| 1872 | 1876 | 1881 | 1886 | 1891 | 1896 | 1901 | 1906 | 1911 |
| ---- | ---- | ---- | ---- | ---- | ---- | ---- | ---- | ---- |
| 193  | 196  | 185  | 199  | 182  | 167  | 159  | 162  | 161  |

| 1921 | 1926 | 1931 | 1936 | 1946 | 1954 | 1962 | 1968 | 1975 |
| ---- | ---- | ---- | ---- | ---- | ---- | ---- | ---- | ---- |
| 151  | 170  | 137  | 142  | 133  | 118  | 115  | 105  | 89   |

| 1982 | 1990 | 1999 | 2005 | 2010 | 2013 | - | - | - |
| ---- | ---- | ---- | ---- | ---- | ---- | - | - | - |
| 92   | 108  | 121  | 135  | 140  | 136  | - | - | - |